# Zbigniew Hajto
Zbigniew Hajto – polski matematyk, profesor nauk matematycznych. Specjalizuje się w matematyce obliczeniowej. Profesor nadzwyczajny Instytutu Informatyki i Matematyki Komputerowej Wydziału Matematyki i Informatyki Uniwersytetu Jagiellońskiego.

## Życiorys zawodowy
Matematykę ukończył w 1979 roku na Uniwersytecie Jagiellońskim, po czym rozpoczął pracę na Wyższej Szkole Pedagogicznej w Krakowie. Stopień doktorski uzyskał w 1988 broniąc pracy przygotowanej pod kierunkiem prof. Stanisława Łojasiewicza. W latach 1990–1998 pracował na wyższych uczelniach w Hiszpanii. Po powrocie do Polski podjął pracę na Akademii Rolniczej w Krakowie, gdzie pracował w latach 1998–2005. Habilitował się w 2005 w Instytucie Matematycznym PAN na podstawie oceny dorobku naukowego i rozprawy pt. Metody efektywne w różniczkowej teorii Galois i w tym samym roku zmienił miejsce pracy na Politechnikę Krakowską. W 2007 roku przeniósł się na Uniwersytet Jagielloński do Zespołu Katedr i Zakładów Informatyki Matematycznej. Obecnie pracuje w Instytucie Informatyki i Matematyki Komputerowej. Tytuł naukowy profesora nauk matematycznych został mu nadany w 2014 r.
Swoje prace publikował w takich czasopismach jak m.in. „Mathematische Annalen”, „Journal of Algebra” „Journal of Algebra and Its Applications”, „Communications in Algebra” oraz „Israel Journal of Mathematics”.
Członek Polskiego Towarzystwa Matematycznego.